# Giorgio Gaslini

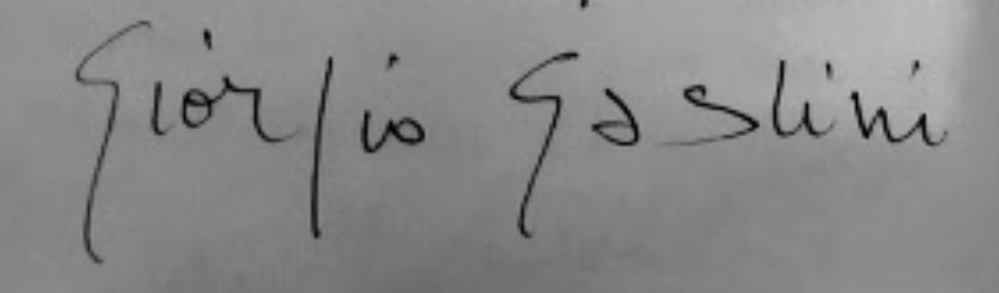
firma autografa

Giorgio Gaslini (Milano, 22 ottobre 1929 – Borgo Val di Taro, 29 luglio 2014) è stato un pianista, arrangiatore e compositore italiano.

## Biografia

Giorgio Gaslini mentre discute con alcuni giovani durante un concerto nel 1969

Tra i jazzisti italiani più prolifici, vanta circa quattromila concerti in tutto il mondo. Ha suonato in Cina, India, Pakistan, Iraq, Turchia, Mozambico, Etiopia, Kenya, Birmania, Malesia e Vietnam. Ha inciso più di 90 album con collaboratori italiani e stranieri. Ha registrato per diverse case discografiche, tra le quali La voce del padrone, la Durium, la PDU (etichetta discografica fondata da Mina), la Cinevox, i Dischi del Sole, i Dischi della Quercia (fondata dallo stesso Gaslini negli anni settanta), la Soul Note e l'Editions of Contemporary Music (ECM). Fu autore anche di colonne sonore, collaborando, tra i tanti, con Michelangelo Antonioni, Dario Argento e Miklós Jancsó.
Figlio dell'africanista e scrittore Mario Dei Gaslini, cresce nella scena musicale milanese degli anni quaranta. Gaslini ha un primo approccio con la musica ascoltando alla radio le sonate di Domenico Scarlatti, interpretate da Carlo Zecchi, e acquistando, ancora giovanissimo, un disco di Earl Hines, pianista di Louis Armstrong. Inizia a suonare il pianoforte a sette anni, sviluppando ben presto la sua inclinazione per il jazz, genere all'epoca relativamente sconosciuto in Italia, in quanto appannaggio di pochi cultori e scoraggiato dalle politiche autarchiche del regime fascista. 
L'adolescente Gaslini si esibisce in vari club milanesi; tra questi vi è il Circolo Jazz Hot di Milano, locale gestito da Gian Carlo Testoni, paroliere e futuro fondatore della rivista Musica Jazz dove Gaslini si esibisce in infuocate jam sessions al fianco di musicisti come Franco Cerri e Gorni Kramer; un altro locale dove suona è la Taverna Ferrario di Milano, nella quale, dal 1947, si esibisce con l'Orchestra del Momento diretta dal sassofonista Aldo Rossi, che raggruppa venti musicisti tra i migliori solisti dell’epoca. Con questa orchestra Gaslini vive una delle esperienze più importanti e formative della prima fase della sua vita musicale. L'orchestra propone un vastissimo repertorio che comprende più di trecento brani, tutte partiture che Rossi era riuscito a farsi mandare direttamente da New York, scritte dai maggiori band leader del jazz come Duke Ellington, Count Basie, Woody Herman, Dizzy Gillespie, Benny Goodman, Glenn Miller e in particolare Stan Kenton. Era soprattutto quest'ultimo a interessare particolarmente: "Ascoltare Stan Kenton è stata una delle esperienze più affascinanti della mia vita, perché le sue orchestrazioni erano diverse dalle altre. Erano stereofoniche. Le sue sezioni era utilizzate stereofonicamente, grazie a suona scrittura musicale verticale. Ne rimasi affascinato, mi informai e scoprii che era stato allievo di Edgard Varèse che scriveva in questo modo. Varèse diversamente dai compositori classici scriveva il suo racconto musicale cercando di fermare il tempo, di rarefarlo, attraverso piramidi di suoni diversi, creando delle macchie di colore statiche, soprattutto con la sezione degli ottoni. In questo modo il flusso orizzontale, tipico dei compositori romantici, veniva in qualche modo travolto. Attraverso la musica di Varèse sono tornato ad ascoltare la musica contemporanea approfondendo il composito della Scuola di Vienna e Igor Stravinskij". 
Gaslini nel 1948 approda in radio, alla RAI di Torino, chiamato dal direttore d'orchestra, compositore e arrangiatore Pippo Barzizza per esibirsi il sabato pomeriggio all'interno del programma Rosso e Nero, uno dei più seguiti dell'epoca, condotto dal celebre Nunzio Filogamo. All'interno del programma il giovane musicista si esibisce con il suo gruppo in un segmento di venti minuti interamente dedicato al jazz, nel quale in ogni puntata vengono invitati a suonare dal vivo i più illustri esponenti di questa musica. Gaslini ricorderà: "Suonavamo a cavallo tra lo swing e il bebop. Il trio, a volte, si trasformava in quartetto con l'aggiunta di un clarinettista giovane, che aveva un talento enorme, un sentimento tremendo: Henghel Gualdi, il quale nella vita poi si dedicò alla musica leggera". 
In quel periodo Gaslini prende anche parte al programma di Gorni Kramer Kramer e la sua orchestra, questa volta trasmesso dagli studi della RAI di Milano. Nello stesso anno dà vita insieme a Gil Cuppini alla batteria e Eraldo Volontè al sassofono, al suo primo gruppo importante con il quale si esibisce a Firenze nel teatro Ai Lerici in uno dei primissimi festival jazz italiani, il Convegno Nazionale del Jazz, svoltosi all'interno della Mostra Mercato dell'Artigianato di Firenze. Tale festival è organizzato da Arrigo Polillo e Giancarlo Testoni, fondatori e direttori della rivista Musica Jazz, coadiuvati dagli Hot club jazz italiani. In questa occasione Gaslini viene elogiato da uno dei più grandi critici e giornalisti musicali jazz a livello mondiale dell'epoca, il francese Charles Delaunay, il quale è così colpito dalla sua esibizione da ritenerla una delle migliori e più innovative dell'intero festival. 
Sempre nel 1948, forma il suo primo gruppo importante, insieme a due valenti musici, Gilberto "Gil" Cuppini alla batteria, considerato uno dei migliori batteristi jazz dell'epoca, ed Eraldo Volontè al sax tenore. Con loro incide il suo primo 78 giri come leader il quale conteneva OW! e Concerto-Riff.  In occasione del primo volume della raccolta contenente le ripubblicazioni integrali delle opere di Gaslini, che ormai da anni erano divenute rarissime o fuori catalogo, nelle note di copertina del doppio CD, dal titolo: L'integrale - Antologia discografica (soul Note, 1997) Gaslini commentava questo suo importante esordio discografico in questo modo: "Ow! e Concerto Riff sono brani originali del mio trio [...] creati nel 1947 e registrati il 30 febbraio del 1948 a Milano per la Voce del Padrone. Con tutta probabilità questo 78 giri è stato il primo disco della storia del jazz moderno. Con il suo ludico e sincretico Concerto Riff suona come una vera e propria anticipazione delle mie successive opere". Il 10 giugno del 1948 Gaslini tornò in studio per registrare un nuovo disco, questa volta come sideman del sestetto be bop di Cuppini. Gaslini in questo caso suonò solo una sua composizione dal titolo Drums be Bop, mentre gli altri due brani scritti da Dizzy Gillespie, Anight in Tunisia e Bop Bop, erano dei classici molto noti di questo stile di jazz.
L'anno successivo, ormai considerato dagli addetti ai lavori come uno dei più promettenti e validi pianisti jazz dell'epoca, viene chiamato dal Circolo Hot Jazz di Firenze per partecipare a una importante jam session che si svolge all'interno della Mostra Mercato dell'Artigianato: "Quando le Jam Session riescono bene, sono insieme arte, vita e festa. Questa è riuscita abbastanza bene, e per noi è stata certamente una festa. [....] [Nella] jam session troviamo un pianista, Giorgio Gaslini, che è stato accompagnato da Tagliaferri e Loffredo. Già l'anno passato al convegno Nazionale del Jazz, ascoltammo questo pianista che ci impressionò molto. Dopo un anno Gaslini ha proseguito per la sua strada. È un musicista completo e colto, malgrado la sua giovane età, ed è un pianista esperto e coltissimo. Sembra che egli non abbia più bisogno della falsariga e degli schemi consueti, e abbia spiccato il volo verso una sua avventura, di cui ora è prematuro anticipare i movimenti, ma che lo porterà lontano dal jazz che ci è tanto caro. Infatti abbiamo potuto notare come per Gaslini il tema di jazz sia un pretesto per continuare un laborioso dialogo con se stesso, la cui particolare ossessività lirica è la nota più saliente, e che si snoda in una atmosfera che è solamente sua. Nei momenti più distesi Gaslini torna a un jazz piacevolissimo, nel quale giuoca con fare sicuro, padrone com'è di uno stile inconfondibile." Da questo momento, a soli ventiquattro anni, Gaslini intraprenderà una prodigiosa carriera, diventando col tempo, a livello mondiale, uno dei maggiori esponenti della musica jazz e non solo. 
Fresco di diploma di Conservatorio intraprende una tournée di quasi un anno come musicista di scena della compagnia del Teatro Eliseo di Roma, che in quegli anni ha tra i suoi registi Guido Salvini e Lina Wertmüller e tra gli attori Aroldo Tieri, Andreina Pagnani, Carlo Ninchi: "Erano quattro i lavori che si presentavano in tournée; di uno avevo fatto le musiche ed era Il profondo mare azzurro di Terence Rattigan e per gli altri tre spettacoli le musiche le aveva scritte il maestro Fiorenzo Carpi. Giravo con la compagnia, perché queste musiche di scena le eseguivo personalmente dietro il palcoscenico con un organo Hammond".
Dalla seconda metà degli anni cinquanta Gaslini affianca all'impegno nella musica jazz anche la sintesi con il mondo della musica classica-contemporanea. Nella sua carriera non disdegna neppure le commistioni con la musica popolare e con la canzone, rivisitate in chiave jazz, spesso producendo elaborazioni che lo hanno reso uno degli sperimentatori musicali più prolifici dell'ultimo mezzo secolo. Un primo esempio di unione tra jazz e musica classico-contemporanea è la scrittura, subito dopo aver finito gli studi di conservatorio, della suite per ottetto Tempo e relazione op. 12 del 1957, presentata nello stesso anno al primo Festival Internazionale di Jazz di Sanremo. Tale composizione è considerata una delle opere più significative di Gaslini tanto da divenire il manifesto musicale che il Maestro porterà avanti da quel momento in poi. 
I fondamenti di questo approccio estetico originale, denominato Musica Totale, saranno presentati teoricamente sette anni dopo la realizzazione della composizione di Tempo e relazione op. 12 in un omonimo manifesto programmatico, nel quale Gaslini fa il punto della situazione di una precedente ricerca non pensata a tavolino, ma bensì sperimentata dal vivo, fissando quelle idee di sintesi maturate a partire da Tempo e Relazione op.12 e poi riprese, ampliate e sistematizzate diciassette anni dopo nel saggio del 1975 denominato Musica Totale. Intuizioni, vita ed esperienze musicali nello spirito del '68. 
Con Musica Totale si prefigura "un nuovo umanesimo", che si avvale della sintesi di stili, generi e linguaggi di ogni epoca. Gaslini infatti ritiene indispensabile prendere in esame il passato, il presente e il futuro senza che l'uno in qualche modo prevalga sull'altro. Questa concezione non vuole essere un metodo né una tecnica, ma una scelta programmatica di fondo, un movimento musicale che preannuncia una nuova civiltà, quella " dell'Uomo Totale". 
La composizione Tempo e relazione op. 12 è un pezzo cameristico in cinque parti (primo lento-veloce, giusto; secondo molto lento; terzo lento-vivo; quarto tempo primo; quinto tempo primo) della durata di nove minuti e quattordici secondi composto per un ottetto che unisce musicisti di area accademica e altri di ambito jazzistico. Il titolo esemplifica lo spirito comunicativo, ispirandosi in questa scelta a uno dei più famosi lavori del filosofo Enzo Paci, Tempo e relazione del 1954, e operando un collegamento tra discipline almeno in apparenza così diverse come la filosofia e la musica. 
Gaslini stesso, in una intervista al quotidiano La Repubblica nel 2014, ricorda di aver frequentato alla Statale di Milano un corso del filosofo Paci, spinto dal desiderio di avvicinarsi e comprendere alcuni testi del padre della fenomenologia, Edmund Husserl e tale esperienza era stata così significativa da avergli dischiuso un mondo. La tendenza a cogliere la connessione tra i fenomeni e tra le forme della cultura avevano condotto Paci a una filosofia della relazione, a cui assegnava il compito di abbattere le barriere tra i diversi campi della cultura, per affermarsi come ricerca aperta e dinamica. Così il concetto di relazione si presenta come l'idea guida per la costruzione di ogni rapporto, naturale e maturo. Questa teoria era strettamente connessa alla concezione dell'esperienza come temporalità e storia, quindi alla categoria della possibilità. Il lavoro esistenziale era inteso pertanto come un continuo impegno intellettuale di ricerca di senso, anche e soprattutto mediante la relazione. Questo approccio filosofico perciò si può dire che concepisse la realtà come un rapporto tra più elementi e ne prospettasse dunque una visione pluralistica. All'interno di questa concezione l'arte si caratterizza per la sua capacità di trasformare "la solitudine in comunicazione in quanto toglie l'individuo dal suo egoismo e dalla sua solitudine e lo apre alla comunione con gli altri. [...] L'arte è comunicazione perché toglie gli uomini dalla morte della solitudine e dalla notte dell'inconscio. La forma è una condizione di vita perché solo la forma guida gli uomini nell'interazione e nell'universalità del processo storico."
Nel titolo della sua opera il compositore utilizza "Relazione" in riferimento al rapporto che intercorre tra i musicisti, cioè le voci che dialogano tra loro, ma allo stesso tempo intendeva riferirsi alla relazione sociale instaurata "sulle basi di una disinteressata ricerca di oggettività sulla quale sia possibile un dialogo esistenziale artistico." Il termine "tempo" invece, veniva usato per scongiurare il pericolo di una pura astrazione. La composizione, partendo dal serialismo, si fonde con il jazz, utilizzando i suoi colori e i suoi ritmi così da proporre un originale modo di pensare la musica "dove i suoni del jazz diventano un materiale da utilizzare in senso compositivo."
La discografia di Gaslini copre cinquant'anni di attività ed è eterogenea, spaziando da alcune variazioni su temi di Robert Schumann, alla rivisitazione di brani di Thelonious Monk, Albert Ayler, George Gershwin.
Gaslini è anche noto per le sue collaborazioni cinematografiche. Esordisce nel cinema con La notte (1961) di Michelangelo Antonioni, in maniera del tutto casuale. Gaslini ha occasione di incontrare Marcello Mastroianni a Milano mentre sta recitando nel film e gli regala una copia di Tempo e relazione, ma teme che possa non piacergli perché si tratta di un disco d'avanguardia. La stessa sera tuttavia, Mastroianni fa ascoltare il disco ad Antonioni, noto collezionista di dischi jazz, che stava cercando un musicista per il film, ritenendo il suo collaboratore abituale Giovanni Fusco non adatto: avrebbe dovuto infatti non solo scrivere le musiche, ma anche essere presente alle riprese di tutta la seconda metà del film, che prevedeva la permanenza in scena di un quartetto jazz. Grazie a questa collaborazione, Gaslini ottiene per la migliore colonna sonora uno dei tre nastri d'argento assegnati al film (gli altri due andranno al regista e a Monica Vitti come migliore attrice non protagonista). Di qui, la sua attività di compositore di colonne sonore andrà avanti per altri quarantadue film.
Al Teatro Regio di Parma nel 1969 ha luogo la prima assoluta dell'opera di teatro-canzone Un quarto di vita, con I Nuovi Angeli, Duilio Del Prete, Andro Cecovini, Edmonda Aldini, Gabriella Ravazzi, Daisy Lumini e Franca Mazzola;
Nel 1972 Gaslini è il primo titolare di un corso di jazz presso un conservatorio italiano, in questo caso l'Accademia Nazionale di Santa Cecilia di Roma. In questo corso si formeranno alcuni giovani destinati in seguito a diventare protagonisti del jazz italiano, come Bruno Biriaco, Massimo Urbani, Eugenio Colombo, Bruno Tommaso.
È citato come "nuovo talento" nel sondaggio di Down Beat e il primo italiano invitato a un festival jazz negli Stati Uniti (New Orleans 1976-1977). Fra le collaborazioni internazionali, si ricorda l'incursione nel campo del free jazz con New feeling/Nuovi sentimenti del 1966, registrato con Steve Lacy, Gato Barbieri e Don Cherry, Jean-Luc Ponty. Nella sua lunga carriera collabora con musicisti come Tony Oxley, Eddie Gomez, Roswell Rudd, Anthony Braxton, Enrico Rava, Ornette Coleman e Max Roach, gli ultimi due di cui è stato anche un grande amico.
Alla fine degli anni Settanta Gaslini ha anche una breve esperienza di insegnamento nello stesso Conservatorio di Milano nel quale si era diplomato e partecipa ad alcune trasmissioni televisive dedicate alla musica, tra cui Jazz in Conservatorio condotto insieme alla cantante jazz Lilian Terry e Musica Totale.
Dal 1991 al 1995 Gaslini compone musiche per Carlo Actis Dato e l'Italian Instabile Orchestra.
Nel 1996 compone per il Teatro romano di Verona Mister O, prima opera jazz italiana, rivisitazione moderna di Otello, con Arturo Testa e Paola Lorenzi come primi interpreti.
A quella jazzistica si aggiunge anche un'intensa attività filo-classica, con la produzione di diversi balletti (come Sprint, diretto da Alberto Martelli e premiato nel 1999 col Premio Internazionale della Critica “Danza & Danza”), nonché musiche di scena per il teatro.
Nel 2003, per il festival Terni in jazz, diretto da Luciano Vanni, Gaslini realizza un anomalo spettacolo, U-Ulisse, un'azione musicale e teatrale messa in scena nel sito archeologico di Carsulae vicino a Terni dove la musica del maestro milanese e quella del pianista americano Uri Caine, dialogavano con la voce narrante di Marco Paolini che raccontava le gesta di Ulisse, immersi nella scenografia di Arnaldo Pomodoro.
A novembre 2009, in qualità di testimonial della Campagna Giù le mani dai bambini, è salito sul palco dell'Auditorium Rai di Torino, suonando una straordinaria improvvisazione jazz di 45 minuti ininterrotti, come protagonista per la serata di festeggiamenti della Giornata Mondiale dell'Infanzia delle Nazioni Unite, organizzata in collaborazione con Rai - Radiotelevisione italiana.
È scomparso nel 2014, all'età di 84 anni, all'ospedale di Borgo Val di Taro, dove era ricoverato da circa un mese a seguito di una caduta.
Giorgio Gaslini ha voluto destinare al pubblico l'importante patrimonio bibliografico e discografico raccolto in decenni di attività; nel 1997 ha costituito presso la Biblioteca civica Uberto Pozzoli di Lecco il Fondo Gaslini, che comprende il suo archivio personale, partiture originali, più di 600 libri e più di 1000 fra LP e CD; nel 2014 ha donato oltre 500 tra LP, CD e VHS alla Biblioteca Manara di Borgo Val di Taro.

## Discografia parziale

### Album/CD
- 1963 - Oltre (La voce del padrone, QELP 8086)
- 1964 - 12 canzoni d'amore italiane(La voce del padrone, QELP 8110[15])
- 1966 - Nuovi Sentimenti (La voce del padrone, QELP 8154)
- 1966 - Composizioni cameristiche (Durium, ms A 77135)
- 1967 - New Sound Jazz #2 (Cinevox, CJ-2)
- 1968 - Il fiume Furore (I dischi del sole, DS 167/169)
- 1968 - Segnali (Durium, ms A 77190)
- 1969 - Grido (Durium, ms AI 77199)
- 1969 - Un quarto di vita (Durium, ms AI 77220; con I Nuovi Angeli ed Edmonda Aldini)
- 1969 - Africa! (Bluebell - Serie OFF, GO/LP 301; ristampato nel 1970 dalla Produttori Associati, PA/LP 01; come Giorgio Gaslini Quartet)
- 1970 - Newport in Milan (Produttori Associati, PA/LP 02; come Giorgio Gaslini Big Band)
- 1972 - Una cosa nuova (Produttori Associati, PA/LP 45)
- 1973 - Favola pop (Produttori Associati, PA/LP 48, 1973)
- 1973 - Fabbrica occupata (Produttori Associati, PA/LP 51; con Jean Luc Ponty)
- 1974 - Jazz a confronto: Mario Schiano e Giorgio Gaslini (Horo, HLL 101-8)
- 1974 - Message di Giorgio Gaslini (Basf, X 23312)
- 1974 - Colloquio con Malcolm X (PDU, PLD A 6004)
- 1975 - Canti di popolo in jazz (PDU, PLD A 6043; con Bruno Tommaso)
- 1976 - Jean Luc Ponty meets Giorgio Gaslini (Produttori Associati), PA/LP 64; con Jean Luc Ponty)
- 1976 - Murales live (Dischi della Quercia), Q 33001
- 1981 - Gaslini Plays Monk - Giorgio Gaslini, (Soul Note)
- 1981/1988 - Multipli - Giorgio Gaslini, (Soul Note)
- 1991 - Freedom Jazz Dance - Quintetto Vocale Italiano Le Pause Del Silenzio/Giorgio Gaslini (Soul Note)
- 1994 - Lampi - Giorgio Gaslini Globo Quartet, (Soul Note)
- 1996 - Jelly's Back In Town - Giorgio Gaslini/Ensemble Mobile, (Dischi Della Quercia)
- 1998 - Storie di Sto - Favole musicali su testi di Sergio Tofano. Con Margherita Settimo, Riccardo Peroni, Milla Sannoner, Icarus Ensemble (Adelphi)
- 2000 - Sacred Concert. Jazz Te Deum - Giorgio Gaslini, (Soul Note)
- 2002 - L'Integrale, Vol. 1 & 2 - Giorgio Gaslini, (1948/1964) (Soul Note)
- 2002 - Il Brutto Anatroccolo - Giorgio Gaslini/Orchestra Jazz della Sardegna (Il Manifesto)
- 2003 - Urban Griot - Giorgio Gaslini/Proxima Centauri Orchestra, (Soul Note)
- 2004 - Elle - Lucia Minetti/Giorgio Gaslini, (Velut Luna)
- 2004 - Gaslini Legend Vol.1&2 - Giorgio Gaslini plus Various Artists (CD-GS 5001.2/5002.2 - Splasc(H) Records)
- 2006 - Musica Totale - Giorgio Gaslini, (Azzurra)
- 2010 - Giorgio Gaslini: Sinfonico 3, (Velut Luna)
- 2010 - Ellaura - Laura Conti/Giorgio Gaslini, (Velut Luna)
- 2011 - Piano Solo - Giorgio Gaslini, (Cam Jazz)
- 2014 - Gaslini sinfonico 4, (Velut Luna)

### Singoli
- 1965 - Un amore/Tema di Laide (La voce del padrone, mq 1996)

## Colonne sonore (elenco parziale)
- La notte, regia di Michelangelo Antonioni (1961)
- Napoleone a Firenze, regia di Piero Pierotti (1964)
- Un amore, regia di Gianni Vernuccio (1965)
- La lunga notte di Veronique, regia di Gianni Vernuccio (1966)
- Le sorelle, regia di Roberto Malenotti (1969)
- Le tue mani sul mio corpo, regia di Brunello Rondi (1970)
- La pacifista, regia di Miklós Jancsó (1970)
- Incontro d'amore a Bali, regia di Ugo Liberatore e Paolo Heusch (1970)
- Un omicidio perfetto a termine di legge, regia di Tonino Ricci (1971)
- Quando le donne si chiamavano madonne, regia di Aldo Grimaldi (1972)
- Mia moglie, un corpo per l'amore, regia di Mario Imperoli (1972)
- Il vero e il falso, regia di Eriprando Visconti (1972)
- La notte dei diavoli, regia di Giorgio Ferroni (1972)
- Rivelazioni di un maniaco sessuale al capo della squadra mobile, regia di Roberto Bianchi Montero (1972)
- La porta sul buio, regia di Dario Argento, serie tv (1973)
- Le cinque giornate, regia di Dario Argento (1973)
- La colonna infame, regia di Nelo Risi (1973)
- 5 donne per l'assassino, regia di Stelvio Massi (1974)
- Profondo rosso, regia di Dario Argento (1975)
- Kleinhoff Hotel, regia di Carlo Lizzani (1977)
- La salute non si vende (1977), regia di Giuseppe Ferrara
- I ragazzi di celluloide, regia di Sergio Sollima, serie tv (1981)

## Saggi
- Giorgio Gaslini. Musica totale. Intuizioni, vita ed esperienze musicali nello spirito del '68. Milano, Feltrinelli 1975 (ora in Giorgio Gaslini. Il tempo del musicista totale. Milano, Baldini Castoldi Dalai 2002. ISBN 88-8490-120-0)
- Giorgio Gaslini. Tecnica e arte del jazz. Il ritmo, le scale, gli accordi, la composizione, l'improvvisazione, le nuove strade. Milano, BMG Ricordi 1982. ISBN 88-7592-356-6
- Giorgio Gaslini. Thelonious Monk. Viterbo, Stampa Alternativa 1994. Nuova edizione 2003. ISBN 88-7226-146-5